# Операция «Мёртвый снег»
«Операция „Мёртвый снег“» (норв. Død snø) — норвежская зомби-комедия 2009 года, повествующая о встрече студентов-медиков с отрядом немецких солдат времён Второй мировой войны, превратившихся в зомби. В 2014 году картина получила продолжение под названием «Операция „Мёртвый снег“ 2».
Теглайн фильма — Ein Zwei Die! (в оригинале Grav Deg Ned I Tide, российская прокатная версия сопровождалась видоизменённым слоганом Ein. Zwei. Umirai!).

## Сюжет
Ночью в горах Норвегии девушка по имени Сара бежит от преследователей, однако им удаётся настичь и растерзать её. Утром в заброшенный домик в горах приезжает компания студентов-медиков, четверо парней и три девушки. Сам домик принадлежит девушке, погибшей ночью. Студенты шутят и устраивают гонки по снегу, а вечером собираются в доме. Неожиданно появляется незнакомец, который предостерегает молодёжь, рассказывая о местной легенде, согласно которой в этих местах погибли немцы, грабившие местное население в конце Второй мировой войны.
Вегард, приятель Сары, беспокоится о ней и утром отправляется на её поиски на снегоходе. По пути он видит палатку с мёртвым незнакомцем. Пойдя по следам, он проваливается сквозь снег в пещеру и теряет сознание. Остальные члены компании тем временем ничего не подозревают и развлекаются дома, где Эрланд находит в подвале шкатулку, полную золотых украшений. Эрланд отлучается в туалет на улице, обронив во дворе золотую монетку. Вскоре на Крис, которая тоже вышла в туалет, нападает нацист-зомби. Друзья слышат её крик и замечают в окнах фигуры зомби, которые начинают лезть в дом. Они хватают Эрланда и раздирают его на части, остальным удаётся отбиться. Утром они разделяются — Мартин и Рой отвлекают зомби, а Ханна и Лив должны бежать в поисках их машин или какой-то подмоги.
Тем временем Вегард находит в пещере немецкое огнестрельное оружие, каски времён войны, а также отрезанную голову Сары. Выбравшись, он встречает нациста-зомби, а затем ещё нескольких, и вступает в схватку с ними. Лив попадается зомби и взрывает их и себя гранатой. Ханна едва избегает той же участи, однако ей удаётся расправиться с преследователем. Мартин и Рой возвращаются в домик, однако случайно поджигают его. Затем они вооружаются бензопилой и прочими инструментами и выходят на открытое место, где вступают в бой с зомби. В пылу битвы Мартин случайно убивает Ханну, незаметно подошедшую к нему сзади. После к Мартину и Рою приезжает на снегоходе Вегард. В результате Вегарда разрывают на части, а Мартина кусают в руку. Боясь того, что он может превратиться в зомби, Мартин ампутирует себе руку бензопилой, однако его тут же кусают в пах.
Все зомби повержены, кроме командира — штандартенфюрера Герцога. Однако когда он кричит: «Восстаньте!» — нацисты вновь вылезают из снега. Раненый Мартин и Рой убегают от них, но Герцог догоняет Роя и ударяет его молотком, который оставил на поле битвы Рой. В результате он натыкается на ветку и погибает. Мартин прибегает на место их сгоревшего домика, находит в золе шкатулку с золотом и отдаёт Герцогу. Зомби успокаиваются, Мартин добирается до машины и садится в неё, однако с ужасом видит, как у него из кармана выпадает ещё одна золотая монетка. За окном машины тут же появляется Герцог, разбивая стекло.

## В ролях
- Шарлотта Фрогнер — Ханна Делон — девушка Мартина[6]. Имеет вместо пышных длинных прядей, как у практически всех девушек, дреды. Двоюродная сестра Крис и лучшая подруга Лив. В сюжете принимает значительную роль, так как именно она предложила оставшимся в живых после блокады зомби друзьям разделиться. Вместе с Лив она принимала участие в поисках их машин. Погибла от удара топором в горло, от рук её приятеля Мартина.
- Вегар Хоел — Мартин Хэдвен — единственный выживший из семи студентов-медиков во время неравной схватки с нацистами-зомби[6]. Носит очки, не переносит вида крови. Бойфренд Ханны, которую он случайно убил топором в пылу битвы с зомби[6]. Был вынужден ампутировать себе правую руку, после того как его укусили[6][7]. Друг Вегарда. По характеру спокоен, миролюбив и не агрессивен.
- Еппе Леурсен — Эрленд Джонсен — студент, очень любящий всякие фильмы, в особенности Голливуда. Дружит с Роем. Имеет лишний вес. Носит белую футболку с надписью «Braindead», которая жирно выведена красным. Случайно нашёл в подвале шкатулку с драгоценностями и золотом. Во время осады их дома в лесу зомби его схватил и разодрал его голову напополам, а затем утащил.
- Ласс Валдал — Вегард Ростен — единственный студент-медик, который знал дорогу до заброшенного домика в горах, принадлежавшему его мёртвой подружке Саре. Слегка молчалив, а говорит только по делу. После кошмарного сна по поводу его девушки, молодой парень решил отправиться на её поиски, но нашёл её отрубленную голову в пещере. Позже его укусил один из зомби в шею, но он сумел обработать свою рану с помощью лески и скотча. Был разорван на части нацистами на глазах у своих друзей, почти ничего от них не узнав.
- Стиг Фроде Хенриксен — Рой Тойвонен — последний студент, которого истребили зомби (шестой по счёту). Коротковолосый брюнет. Очень энергичный, позитивный человек, особенно любит обсмеивать своих товарищей и употреблять в речи нецензурную лексику. По словам Ханны в начале фильма, у Роя одно на уме — вступить в половое сношение, так как у него нет девушки.
- Иви Кассет Ростен — Лив — блондинка, подруга Ханны. Перед блокадой дома нацистами ей оторвали локон волос. Лив после разделения вместе с Ханной попали в засаду, однако первой пострадала Лив. Её оглушили нацисты, и только спустя какое-то время она пришла в сознание, когда из неё вытаскивали внутренние органы. Она всё же сумела достать из кармана одного из зомби гранату и взорвать себя и остальных нацистов.
- Дженни Скавлан — Крис Фрогнер — двоюродная сестра Ханны. Погибла первой, когда вышла в туалет на улицу. Её крик стал завязкой войны между студентами и зомби. Её сначала выследил зомби, а затем растерзал.
- Ане Даль Торп — Сара
- Бьорн Сундквист — Незнакомец
- Орхан Гамст — Штандартенфюрер Герцог — восставший из мёртвых командир отряда немецких солдат, бесчинствовавших в горах Норвегии во времена Второй мировой[5].
- Томми Виркола — один из зомби (в титрах не указан)